# Der Jud
Der Jud (auch Der Jude) war eine jiddische Zeitschrift in Krakau von 1899 bis 1902.

## Geschichte
Der galizische Publizist Michael Berkowitz (1865–1935) gründete die Zeitschrift Der Jud. Cajtszrift fir ale jidiszen interesen (Tsaytshrift fir ale yidishen interesen). Er war 1897 kurz zuvor aus Wien nach Krakau gekommen. Die erste Ausgabe erschien am 5. Februar  1899 im Verlag von Achi-Assaf in Krakau.
Sie erschien zunächst alle zwei Wochen, ab 1900 wöchentlich.
Der Jud enthielt vor allem Artikel zu zionistischen, kulturellen und literarischen Themen auf einem anspruchsvollen Niveau.
Vom 31. Dezember 1902 ist die letzte Ausgabe bekannt. Danach zog Michael Berkowitz wieder nach Wien.
Alle Ausgaben sind digitalisiert in der Österreichischen Nationalbibliothek in Wien und in der elektronischen Jagiellonen-Bibliothek in Krakau.